# دهستان قلعه قاضی
دهستان قلعه قاضی، یکی از دهستان‌های بخش قلعه قاضی شهرستان بندرعباس در استان هرمزگان ایران است. مرکز این دهستان، شهر قلعه قاضی است.

## جمعیت
بر پایه سرشماری عمومی نفوس و مسکن در سال ۱۳۹۵، جمعیت دهستان قلعه قاضی برابر با ۵٬۵۲۹ نفر بوده‌است.